# Paris-Nice 1936
Paris-Nice 1936 est la 4e édition de la course cycliste Paris-Nice. La course a lieu entre le 17 et le 23 mars 1936. La victoire revient au coureur français Maurice Archambaud, de l'équipe Mercier-Hutchinson. Il devance Jean Fontenay (Helyett-Hutchinson) et Alfons Deloor (Colin-Wolber).

## Participants
Dans cette édition de Paris-Nice, 99 coureurs participent. Parmi les participants, 32 sont des coureurs individuels et 67 sont membres d'équipes commerciales : Helyett-Hutchinson, Alcyon-Dunlop, Dilecta, Mercier-Hutchinson, Delangle-Wolber, Urago, Colin-Wolber, Tendil.

## Étapes
| Étapes    | Date    | Villes étapes            | km     | Vainqueur d’étape  | Leader du classement général |
| --------- | ------- | ------------------------ | ------ | ------------------ | ---------------------------- |
| 1re étape | 17 mars | Paris - Nevers           | 219 km | Félicien Vervaecke | Félicien Vervaecke           |
| 2e étape  | 18 mars | Nevers - Saint-Étienne   | 250 km | Maurice Archambaud | Marcel Kint                  |
| 3e étape  | 19 mars | Saint-Étienne - Avignon  | 215 km | Gustave Danneels   | Félicien Vervaecke           |
| 4e étape  | 20 mars | Avignon - Marseille      | 205 km | Léon Louyet        | Félicien Vervaecke           |
| 5e étape  | 21 mars | Marseille - Toulon (clm) | 71 km  | Jean Fontenay      | Jean Fontenay                |
| 6e étape  | 22 mars | Toulon - Cannes          | 125 km | Gustave Danneels   | Félicien Vervaecke           |
| 7e étape  | 23 mars | Cannes - Nice            | 135 km | Pierre Cogan       | Maurice Archambaud           |

## Résultats des étapes

### 1reétape
17-03-1936. Paris-Nevers, 219 km.
|   | Cycliste           | Équipe             | Temps           |
| - | ------------------ | ------------------ | --------------- |
| 1 | Félicien Vervaecke | Alcyon-Dunlop      | 5 h 45 min 10 s |
| 2 | Marcel Kint        | Mercier-Hutchinson | m.t.            |
| 3 | Alfons Deloor      | Colin-Wolber       | + 31 s          |

### 2eétape
18-03-1936. Nevers-Saint-Étienne, 250 km.
|   | Cycliste           | Équipe             | Temps           |
| - | ------------------ | ------------------ | --------------- |
| 1 | Maurice Archambaud | Mercier-Hutchinson | 7 h 44 min 47 s |
| 2 | Leo Amberg         | Colin-Wolber       | + 1 min 14 s    |
| 3 | Marcel Kint        | Mercier-Hutchinson | +1 min 33 s     |

### 3eétape
19-03-1936. Saint-Étienne-Avignon, 215 km.
|   | Cycliste         | Équipe        | Temps           |
| - | ---------------- | ------------- | --------------- |
| 1 | Gustave Danneels | Alcyon-Dunlop | 6 h 52 min 31 s |
| 2 | René Le Grevès   | Alcyon-Dunlop | m.t.            |
| 3 | Jules Rossi      | Alcyon-Dunlop | m.t.            |

### 4eétape
20-03-1936. Avignon-Marseille, 205 km.
|   | Cycliste         | Équipe          | Temps           |
| - | ---------------- | --------------- | --------------- |
| 1 | Léon Louyet      | Delangle-Wolber | 5 h 37 min 58 s |
| 2 | Éloi Meulenberg  | Individuel      | m.t.            |
| 3 | Gustave Danneels | Alcyon-Dunlop   | m.t."           |

### 5eétape
21-03-1936. Marseille-Toulon, 71 km (clm).
|   | Cycliste      | Équipe             | Temps           |
| - | ------------- | ------------------ | --------------- |
| 1 | Jean Fontenay | Helyett-Hutchinson | 1 h 57 min 56 s |
| 2 | Raoul Lesueur | Helyett-Hutchinson | m.t.            |
| 3 | Henri Puppo   | Helyett-Hutchinson | m.t.            |

### 6eétape
22-03-1936. Toulon-Cannes, 125 km.
|   | Cycliste         | Équipe          | Temps           |
| - | ---------------- | --------------- | --------------- |
| 1 | Gustave Danneels | Alcyon-Dunlop   | 3 h 56 min 58 s |
| 2 | René Le Grevès   | Alcyon-Dunlop   | m.t.            |
| 3 | Léon Louyet      | Delangle-Wolber | m.t.            |

### 7eétape
23-03-1936. Cannes-Nice, 135 km.
|   | Cycliste           | Équipe             | Temps           |
| - | ------------------ | ------------------ | --------------- |
| 1 | Pierre Cogan       | Mercier-Hutchinson | 3 h 52 min 57 s |
| 2 | Maurice Archambaud | Mercier-Hutchinson | m.t.            |
| 3 | Marcel Kint        | Mercier-Hutchinson | m.t.            |

## Classements finals

### Classement général
|    | Cycliste           | Équipe             | Temps            |
| -- | ------------------ | ------------------ | ---------------- |
| 1  | Maurice Archambaud | Mercier-Hutchinson | 36 h 26 min 41 s |
| 2  | Jean Fontenay      | Helyett-Hutchinson | + 3 min 11 s     |
| 3  | Alfons Deloor      | Colin-Wolber       | + 10 min 26 s    |
| 4  | Marcel Kint        | Mercier-Hutchinson | + 10 min 45 s    |
| 5  | Félicien Vervaecke | Alcyon-Dunlop      | + 14 min 01 s    |
| 6  | Raoul Lesueur      | Helyett-Hutchinson | + 16 min 11 s    |
| 7  | Paul Egli          | Colin-Wolber       | + 17 min 44 s    |
| 8  | Gustaaf Deloor     | Colin-Wolber       | + 24 min 01 s    |
| 9  | Antoine Dignef     | Colin-Wolber       | + 25 min 28 s    |
| 10 | François Gardier   | Colin-Wolber       | + 27 min 28 s    |